# 스기야마 아라타
스기야마 아라타(일본어: 杉山 新, 1980년 7월 25일 ~ )는 일본의 전 축구 선수이다.

## 구단 경력
과거 가시와 레이솔, 방포레 고후, 오미야 아르디자, 요코하마 FC, FC 기후에서 활동하였다.